# Едвін Каценеллєнбоґен
Едвін Марія Каценеллєнбоґен (22 травня 1882, Станіславів, Королівство Галичини і Володимирії, Австро - Угорщина — після 1957) —  американський євгенік і лікар в концтаборі Бухенвальд.

## Біографія
Народився в 1882 році в Станіславові на Прикарпатті у єврейській родині. Відвідував польську єзуїтську середню школу, був практикуючим католиком.  У 1905 році  закінчив як лікар Лейпцизького університету та емігрував до США. У Сполучених Штатах Америки працював у державній  лікарні в штаті Массачусетс. Один з перших представників Фрейда в Америці. Викладав у  Гарварді психології, автор статей на цю в журналі "Abnormal   Psychology".
У 1911 році запрошений стати науковим керівником  для епілептиків у Skillman, Нью-Джерсі, де розвивав свої євгенічні інтереси. У 1913 році став членом чартеру No14 дослідження євгеніки та працював у лабораторному комплексі Cold Spring Harbor Інституту Карнегі 
У 1930х роках повернувся до Німеччини. Намагався уникнути арешту як єврей згідно з Нюрнберзькими законами,  переїхавши до Чехословаччини, Італії, а  в 1939 році — до Франції.  У 1943 році він був заарештований гестапо і відправлений до концтабору Бухенвальд,  де співпрацював з нацистами як лікар: відомий своєю жорстокістю, особливо щодо французьких комуністів. Арештований у 1945р. союзниками  Після ув'язнення повернувся до США та відновив практику психіатра та психоаналітика щонайменше до кінця 1955 року. Через деякий час після цього він помер. 

### Нюрнберзький процес
У вересні 1945р. заарештований в Марбурзі У суді над табором Бухенвальд  був звинувачений до довічного ув'язнення в суді Дахау Бухенвальд, пізніше відданий 15 років в'язниці. Документи по його справі знаходяться у відділі воєнних злочинів до «Справи 000-50-009 Бухенвальд». Документи є частиною Record Group 549 в Національному архіві, штат Вашингтон.   Пізніше вирок Катценелленбогену було замінено на 12 років він вже був звільнений з в'язниці 26 вересня 1953р. 

## Особисте життя
Одружився з Аурелією Пірс, (дочка судді Верховного суду штату Массачусетс), з якою згодом розлучився. У шлюбі народився син. 

## Галерея

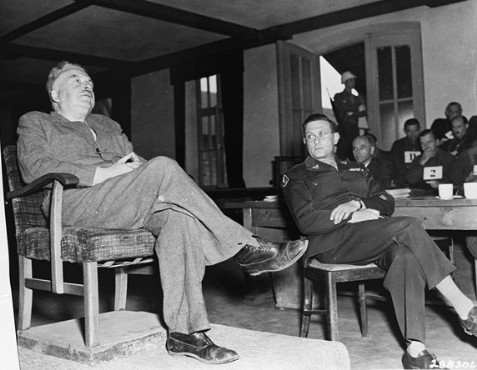
свідчить під час суду
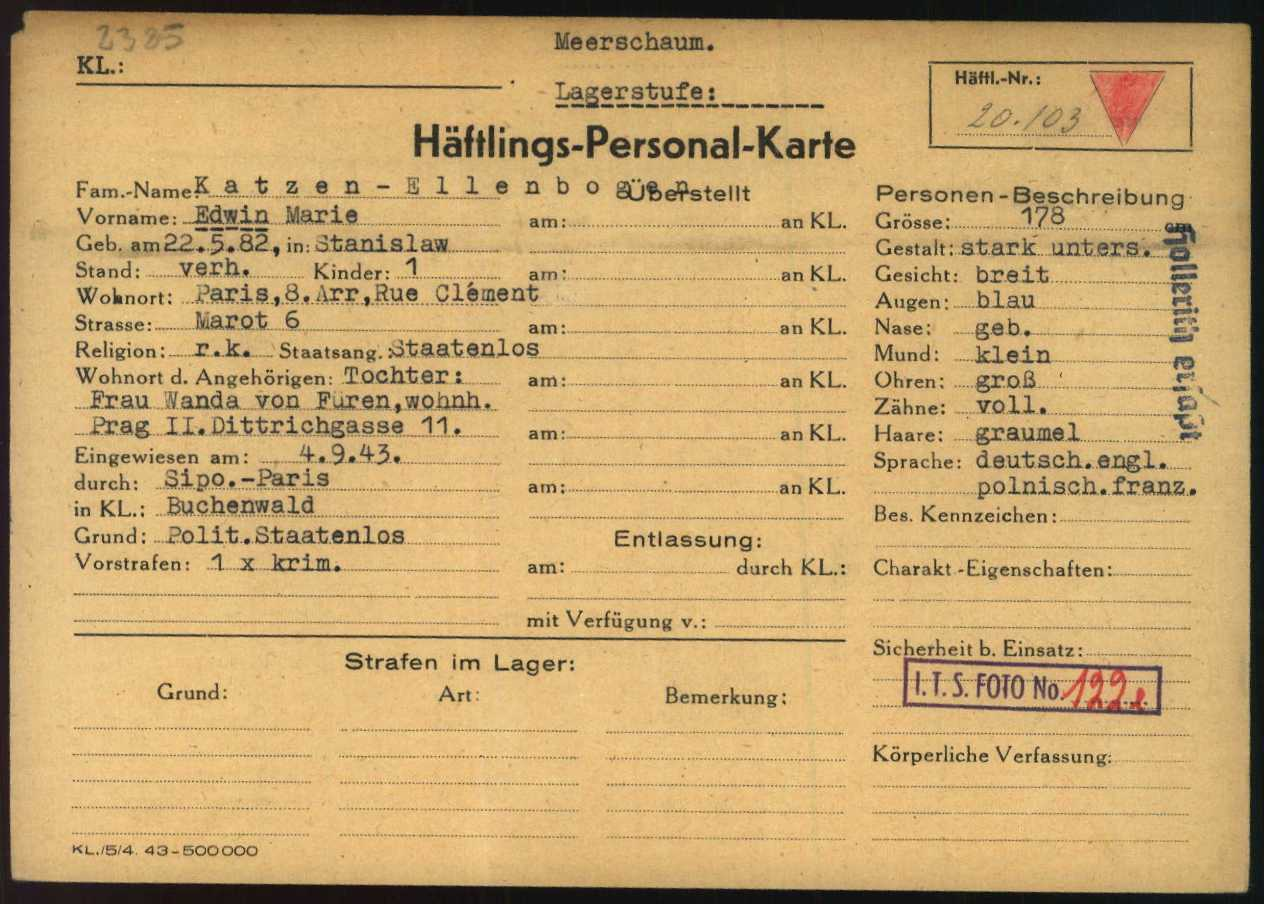
Реєстраційна картка як в'язня концтабору
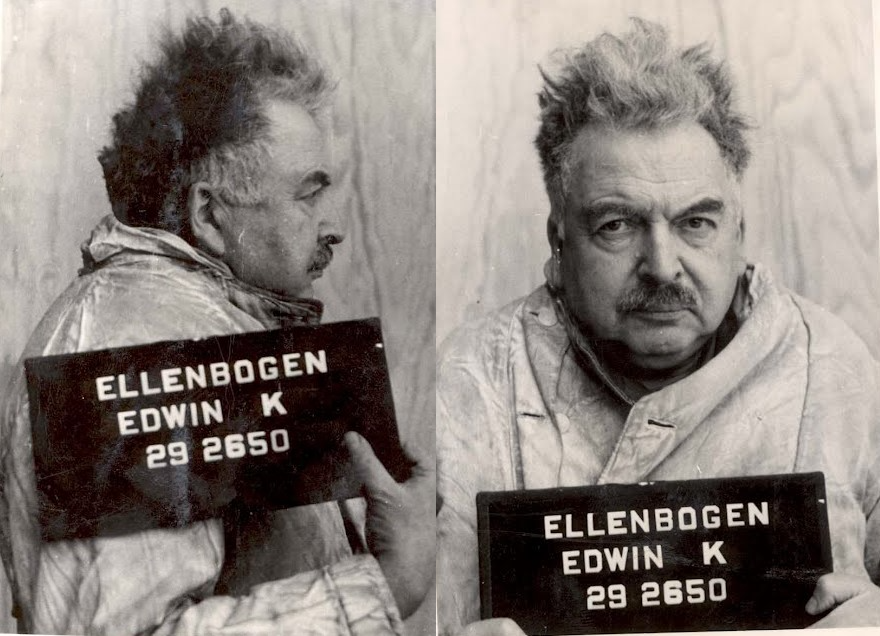
фотографія